# Syarinus enhuycki
Syarinus enhuycki är en spindeldjursart som beskrevs av William B. Muchmore 1968. Syarinus enhuycki ingår i släktet Syarinus och familjen spinnklokrypare. Inga underarter finns listade i Catalogue of Life.